# Буше Іван Семенович
 Іва́н Семен́ович Буше (* 22 лютого 1908, маєток Юковського, Одеська область. — † 12 серпня, 1979, Одеса) — український перекладач із болгарської мови.

## Біографія
Мешкав в Одесі, де 1931–1935 навчався у театральній студії Одеського українського музично-драматичного театру. Там же працював актором.
Після Другої світової війни став професійним перекладачем українською мовою художніх творів болгарської, білоруської та московської літератури. Щоправда, за тих часів добір автури здійснювався винятково ідеологічний — це були або класики соціалістичного реалізму, або агенти большевицької Москви у Болгарії.
Найбільшою працею став переклад з болгарської мови роману Павла Вежинова «Сліди залишаються» (спільно з І. Мавроді). Вочевидь, Іван Буше був з юності знайомий із болгарською мовою, оскільки народився і виріс серед болгарських колоністів теперішнього Іванівського району Одещини.
Також перекладав твори більшовицького емігранта-болгарина Марка Марчевського («Героите на Белица»).
З російської мови перекладав п'єси О. Островського, М. Погодіна, М. Шатрова, оповідання чукчі Юрія Ритхеу, також А. Чехова, М. Горького.
Разом з Леонідом Смілянським та Леопольдом Ященком переклав «Американську трагедію» Теодора Драйзера.
З 1956 року був членом Одеської організації Національної спілки письменників України.

## Джерело
- Г. Д. Зленко. Буше Іван Семенович // Енциклопедія сучасної України / ред. кол.: І. М. Дзюба [та ін.] ; НАН України, НТШ. — К. : Інститут енциклопедичних досліджень НАН України, 2004. — Т. 3 : Біо — Бя. — 695 с. — ISBN 966-02-2682-9.
- Прес-центр
- Знаменні дати 2013 року[недоступне посилання з травня 2019]
- УЛЕ, Том 1, Київ, 1988, с. 256.
- Чтиво [Архівовано 16 червня 2015 у Wayback Machine.]

| Література | Це незавершена стаття про літератора. Ви можете допомогти проєкту, виправивши або дописавши її. |

1. ↑  https://esu.com.ua/article-38410